# Jorge Toro
Jorge Luis Toro Sánchez (Santiago, 10 de enero de 1939-El Quisco, 16 de febrero de 2024) fue un futbolista y entrenador chileno. Jugaba de volante derecho y su primer equipo fue Colo-Colo de Chile.

## Trayectoria
Inició su carrera en las divisiones inferiores de Colo-Colo, club con el que debutó en el primer equipo el 29 de junio de 1958, frente a Unión Española. Ese mismo año logró la Copa Chile y en 1960 se coronó campeón de Primera División con los albos.
En 1962, luego de la Copa Mundial, se convirtió en el primer futbolista chileno en ser transferido al fútbol italiano, tras fichar por la U.C. Sampdoria. El 18 de octubre de 1962, marcó un recordado gol ante AC Milan con un brazo en cabestrillo, debido a una lesión sufrida en los primeros minutos de juego.
Posteriormente pasó por el Modena F.C., Hellas Verona; regresando finalmente a mediados de 1971 a Colo-Colo. Con los albos disputó su último partido el 8 de diciembre de 1971, frente a Deportes Concepción. En 1973 se coronó nuevamente como campeón de Primera División, esta vez defendiendo los colores de Unión Española siendo dirigido por Luis Santibáñez.
En 1976 se retiró del fútbol profesional, tras jugar por Deportes La Serena. Con posterioridad como Director Técnico trabajó en Unión La Calera (1978), Deportes Colchagua, Santiago Wanderers, San Antonio Unido, Deportes Iquique y Cobreloa equipo con el que se tituló campeón del torneo 1985. Además, se dedicó a dirigir las divisiones inferiores de Colo-Colo.

## Selección nacional
Formó parte del equipo chileno en la Copa Mundial de Fútbol de 1962, siendo capitán de esta en el último partido, en el que la selección chilena venció en el partido para el tercer puesto.
En el mundial  de Chile 62, Toro le anotó un gol a Italia en primera fase, en el partido infaustamente recordado como "La batalla de Santiago". Anotó otro ante Brasil en la semifinal. Pero más que un goleador, fue siempre un creador de juego.
Generó polémica su no convocatoria al Mundial de 1966, debido a que el entonces técnico de la selección Luis Álamos, dijo que no había podido ver en cancha el rendimiento de Toro.
En total entre los años 1959 y 1973, vistió la camiseta nacional en 23 oportunidades y marcó 3 goles.

### Participaciones en Copas del Mundo
| Mundial                        | Sede  | Resultado    | Partidos | Goles |
| ------------------------------ | ----- | ------------ | -------- | ----- |
| Copa Mundial de Fútbol de 1962 | Chile | Tercer lugar | 5        | 2     |

### Participaciones en Copa América
| Torneo                       | Sede      | Resultado    | Partidos | Goles |
| ---------------------------- | --------- | ------------ | -------- | ----- |
| Campeonato Sudamericano 1959 | Argentina | Quinto lugar | 4        | 0     |

### Participaciones en Clasificatorias
| Eliminatorias               | País     | Resultado   | Partidos | Goles |
| --------------------------- | -------- | ----------- | -------- | ----- |
| Eliminatorias Alemania 1974 | Alemania | Clasificado | 1        | 0     |

### Partidos internacionales
| Partidos internacionales | Partidos internacionales | Partidos internacionales                    | Partidos internacionales | Partidos internacionales | Partidos internacionales | Partidos internacionales | Partidos internacionales | Partidos internacionales      |  |
| N.º                      | Fecha                    | Estadio                                     | Local                    | Resultado                | Visitante                | Goles                    | Entrenador               | Competición                   |  |
| ------------------------ | ------------------------ | ------------------------------------------- | ------------------------ | ------------------------ | ------------------------ | ------------------------ | ------------------------ | ----------------------------- |  |
| 1                        | 7 de marzo de 1959       | Estadio Monumental, Buenos Aires, Argentina | Argentina                | 6-1                      | Chile                    |                          | Fernando Riera           | Campeonato Sudamericano 1959  |  |
| 2                        | 11 de marzo de 1959      | Estadio Monumental, Buenos Aires, Argentina | Paraguay                 | 2-1                      | Chile                    |                          | Fernando Riera           | Campeonato Sudamericano 1959  |  |
| 3                        | 15 de marzo de 1959      | Estadio Monumental, Buenos Aires, Argentina | Brasil                   | 3-0                      | Chile                    |                          | Fernando Riera           | Campeonato Sudamericano 1959  |  |
| 4                        | 21 de marzo de 1959      | Estadio Monumental, Buenos Aires, Argentina | Chile                    | 1-1                      | Perú                     |                          | Fernando Riera           | Campeonato Sudamericano 1959  |  |
| 5                        | 14 de julio de 1960      | Estadio Nacional, Santiago, Chile           | Chile                    | 0-4                      | España                   |                          | Fernando Riera           | Amistoso                      |  |
| 6                        | 17 de julio de 1960      | Estadio Nacional, Santiago, Chile           | Chile                    | 1-4                      | España                   |                          | Fernando Riera           | Amistoso                      |  |
| 7                        | 21 de diciembre de 1960  | Estadio Nacional, Santiago, Chile           | Chile                    | 3-1                      | Paraguay                 |                          | Fernando Riera           | Amistoso                      |  |
| 8                        | 17 de julio de 1961      | Estadio Nacional, Santiago, Chile           | Chile                    | 5-2                      | Perú                     | Anotado                  | Fernando Riera           | Amistoso                      |  |
| 9                        | 26 de marzo de 1961      | Estadio Nacional, Santiago, Chile           | Chile                    | 3-1                      | Alemania                 |                          | Fernando Riera           | Amistoso                      |  |
| 10                       | 7 de mayo de 1961        | Estadio Nacional, Santiago, Chile           | Chile                    | 1-2                      | Brasil                   |                          | Fernando Riera           | Copa Bernardo O'Higgins 1961  |  |
| 11                       | 11 de mayo de 1961       | Estadio Nacional, Santiago, Chile           | Chile                    | 0-1                      | Brasil                   |                          | Fernando Riera           | Copa Bernardo O'Higgins 1961  |  |
| 12                       | 12 de octubre de 1961    | Estadio Nacional, Santiago, Chile           | Chile                    | 2-3                      | Uruguay                  |                          | Fernando Riera           | Amistoso                      |  |
| 13                       | 12 de octubre de 1961    | Estadio Nacional, Santiago, Chile           | Chile                    | 0-1                      | Unión Soviética          |                          | Fernando Riera           | Amistoso                      |  |
| 14                       | 9 de diciembre de 1961   | Estadio Nacional, Santiago, Chile           | Chile                    | 5-1                      | Hungría                  |                          | Fernando Riera           | Amistoso                      |  |
| 15                       | 13 de diciembre de 1961  | Estadio Nacional, Santiago, Chile           | Chile                    | 0-0                      | Hungría                  |                          | Fernando Riera           | Amistoso                      |  |
| 16                       | 30 de mayo de 1962       | Estadio Nacional, Santiago, Chile           | Chile                    | 3-1                      | Suiza                    |                          | Fernando Riera           | Copa Mundial de Fútbol 1962   |  |
| 17                       | 2 de junio de 1962       | Estadio Nacional, Santiago, Chile           | Chile                    | 2-0                      | Italia                   | Anotado                  | Fernando Riera           | Copa Mundial de Fútbol 1962   |  |
| 18                       | 2 de junio de 1962       | Estadio Carlos Dittborn, Arica, Chile       | Chile                    | 2-1                      | Unión Soviética          |                          | Fernando Riera           | Copa Mundial de Fútbol 1962   |  |
| 19                       | 13 de junio de 1962      | Estadio Nacional, Santiago, Chile           | Chile                    | 2-4                      | Brasil                   | Anotado                  | Fernando Riera           | Copa Mundial de Fútbol 1962   |  |
| 20                       | 16 de junio de 1962      | Estadio Nacional, Santiago, Chile           | Chile                    | 1-0                      | Yugoslavia               |                          | Fernando Riera           | Copa Mundial de Fútbol 1962   |  |
| 21                       | 14 de abril de 1973      | Estadio Sylvio Cator, Kingston, Haití       | Haití                    | 1-1                      | Chile                    |                          | Luis Álamos              | Amistoso                      |  |
| 22                       | 24 de abril de 1973      | Estadio Modelo, Guayaquil, Ecuador          | Ecuador                  | 1-1                      | Chile                    |                          | Luis Álamos              | Amistoso                      |  |
| 23                       | 29 de abril de 1973      | Estadio Nacional, Lima, Perú                | Perú                     | 2-0                      | Chile                    |                          | Luis Álamos              | Clasificatorias Alemania 1974 |  |
| Total                    | Total                    | Total                                       | Presencias               | 23                       | Goles                    | 3                        |                          |                               |  |

| Selección chilena | Selección chilena | Selección chilena | Selección chilena |
| Año               | Partidos          | Goles             |                   |
| ----------------- | ----------------- | ----------------- | ----------------- |
| 1959              | 4                 | 0                 |                   |
| 1960              | 3                 | 0                 |                   |
| 1961              | 8                 | 1                 |                   |
| 1962              | 5                 | 2                 |                   |
| 1973              | 3                 | 0                 |                   |
| Total             | 23                | 3                 |                   |

## Muerte
El año 2017 fue diagnosticado con leucemia, lo que fue afectado de forma considerable su condición los años posteriores. En febrero de 2024, recibió el sacramento de la unción de enfermos, falleciendo el 16 de febrero de 2024 en el balneario de El Quisco, acompañado por sus seres queridos.

## Clubes

### Como jugador
| Equipo                        | País   | Temporadas | Partidos | Goles | Promedio |
| ----------------------------- | ------ | ---------- | -------- | ----- | -------- |
| Colo-Colo                     | Chile  | 1958-1961  | 72       | 23    | 0.32     |
| U.C. Sampdoria                | Italia | 1962-1963  | 16       | 3     | 0.18     |
| Modena F.C.                   | Italia | 1963-1971  | 154      | 19    | 0.12     |
| → Hellas Verona F.C. (cedido) | Italia | 1969-1970  | 7        | 0     | 0.00     |
| Colo-Colo                     | Chile  | 1971       | 9        | 1     | 0.11     |
| Unión Española                | Chile  | 1972-1973  | 38       | 20    | 0.52     |
| Deportes Concepción           | Chile  | 1974       | 14       | 5     | 0.35     |
| Audax Italiano                | Chile  | 1975       | 12       | 1     | 0.08     |
| Deportes La Serena            | Chile  | 1976       | 13       | 5     | 0.43     |
| Total                         | 329    | 74         | 0.23     |       |          |

### Como entrenador
| Club               | País  | Año       |
| ------------------ | ----- | --------- |
| Unión La Calera    | Chile | 1978      |
| Colchagua          | Chile | 1979      |
| Santiago Wanderers | Chile | 1980      |
| San Antonio Unido  | Chile | 1981      |
| Deportes Iquique   | Chile | 1982-1983 |
| Unión La Calera    | Chile | 1984      |
| Cobreloa           | Chile | 1985      |

## Palmarés

### Como jugador

#### Campeonatos nacionales
| Título           | Club           | País  | Año  |
| ---------------- | -------------- | ----- | ---- |
| Copa Chile       | Colo-Colo      | Chile | 1958 |
| Primera División | Colo-Colo      | Chile | 1960 |
| Primera División | Unión Española | Chile | 1973 |

Campeonatos Internacionales
| Título                            | Club               | País | Año  |
| --------------------------------- | ------------------ | ---- | ---- |
| 3.er lugar Copa Mundial de Fútbol | Selección de Chile |      | 1962 |

### Como entrenador

#### Campeonatos nacionales
| Título           | Club     | País  | Año  |
| ---------------- | -------- | ----- | ---- |
| Primera División | Cobreloa | Chile | 1985 |

### Distinciones individuales
| Distinción                                                                     | Año  |
| ------------------------------------------------------------------------------ | ---- |
| Mejor mediocampista mundial 1962                                               | 1962 |
| Premio "David Arellano" a la trayectoria deportiva. Otorgada por CSD Colo-Colo | 2013 |